# Martino Altomonte
Martino Altomonte, rodným jménem Johann Martin Hohenberg (8. května 1657, Neapol – 14. září 1745, Vídeň) byl italský barokní malíř rakouského původu, který působil především v Polsku a Rakousku.

## Život
Narodil se do malířské rodiny. Jeho otec se narodil v Tyrolsku a emigroval do Neapole. V patnácti letech se v Římě vyučil u Giovanniho Battisty Gaulliho. Později se vzdělával pod vedením Carla Marattiho.
V roce 1684 se stal dvorním malířem polského krále Jana III.Sobieského a při této příležitosti si změnil jméno na Altomonte. Během svého pobytu ve Varšavě maloval především bitevní díla a královské portréty. Vytvořil také mnoho oltářních obrazů, z nichž se většina nedochovala. Jeho syn Bartolomeo Altomonte se stal rovněž malířem.
Začátkem 18. století se přestěhoval do Vídně, kde zůstal po zbytek života. V roce 1707 byl jmenován pedagogickým členem Akademie výtvarných umění v Mnichově.
V letech 1709 až 1710 pracoval na nástropních malbách pro arcibiskupskou rezidenci v Salcburku. Později vytvořil oltářní obrazy ve Vídni pro Dorotheerkirche a pro farní kostel v Kremži a Deutschordenskirche v Lublaňu. V roce 1716 namaloval nástropní fresky v Dolním Belvederu ve Vídni.
Zemřel 14. září roku 1745 ve Vídni.

## Dílo

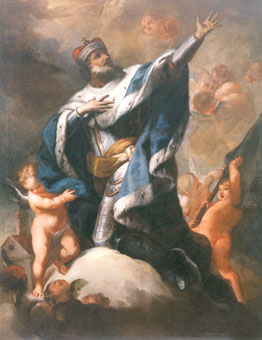
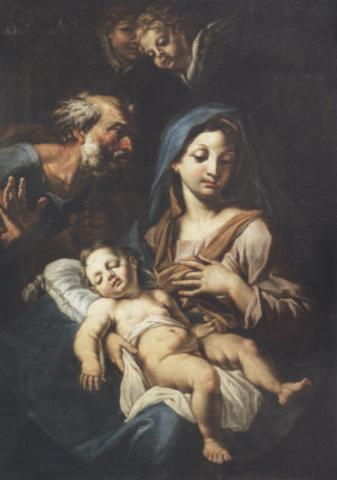
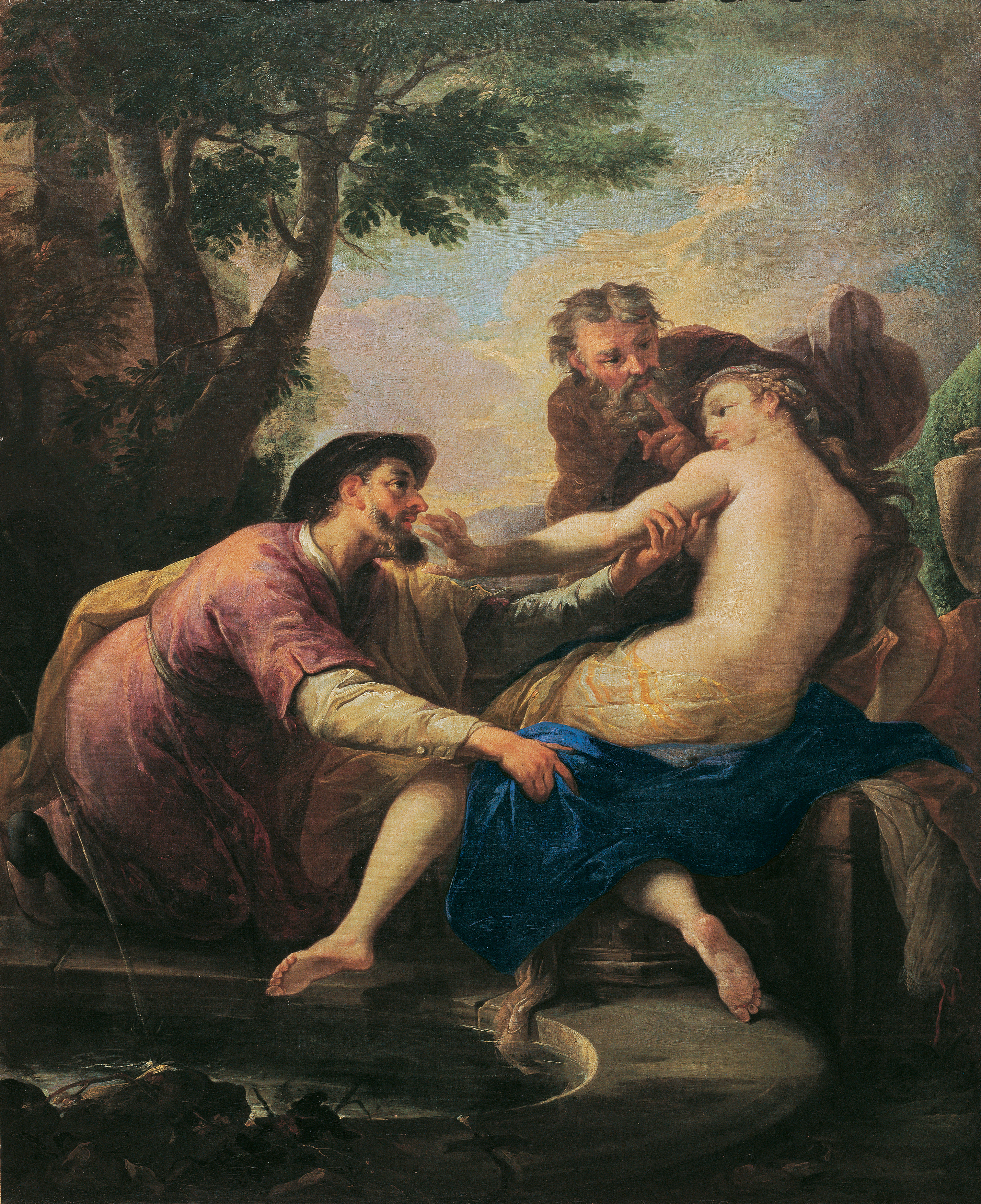